# Čapatí
Čapatí nebo čapátí (anglicky: chapati) je jeden z druhů indického chleba, podávaný jako příloha (například ke kari). Je z tenkého těsta a je velice podobný tortille z mexické kuchyně. Tvoří důležitou součást indické kuchyně a dalších kuchyní indického subkontinentu (např. pákistánské kuchyně). Spolu s indickými emigranty se tento chléb rozšířil do mnoha dalších částí světa, kde zdomácněl. Čapatí se tak používá i v kuchyních jihovýchodní Asie, východní Afriky nebo v karibské kuchyni.

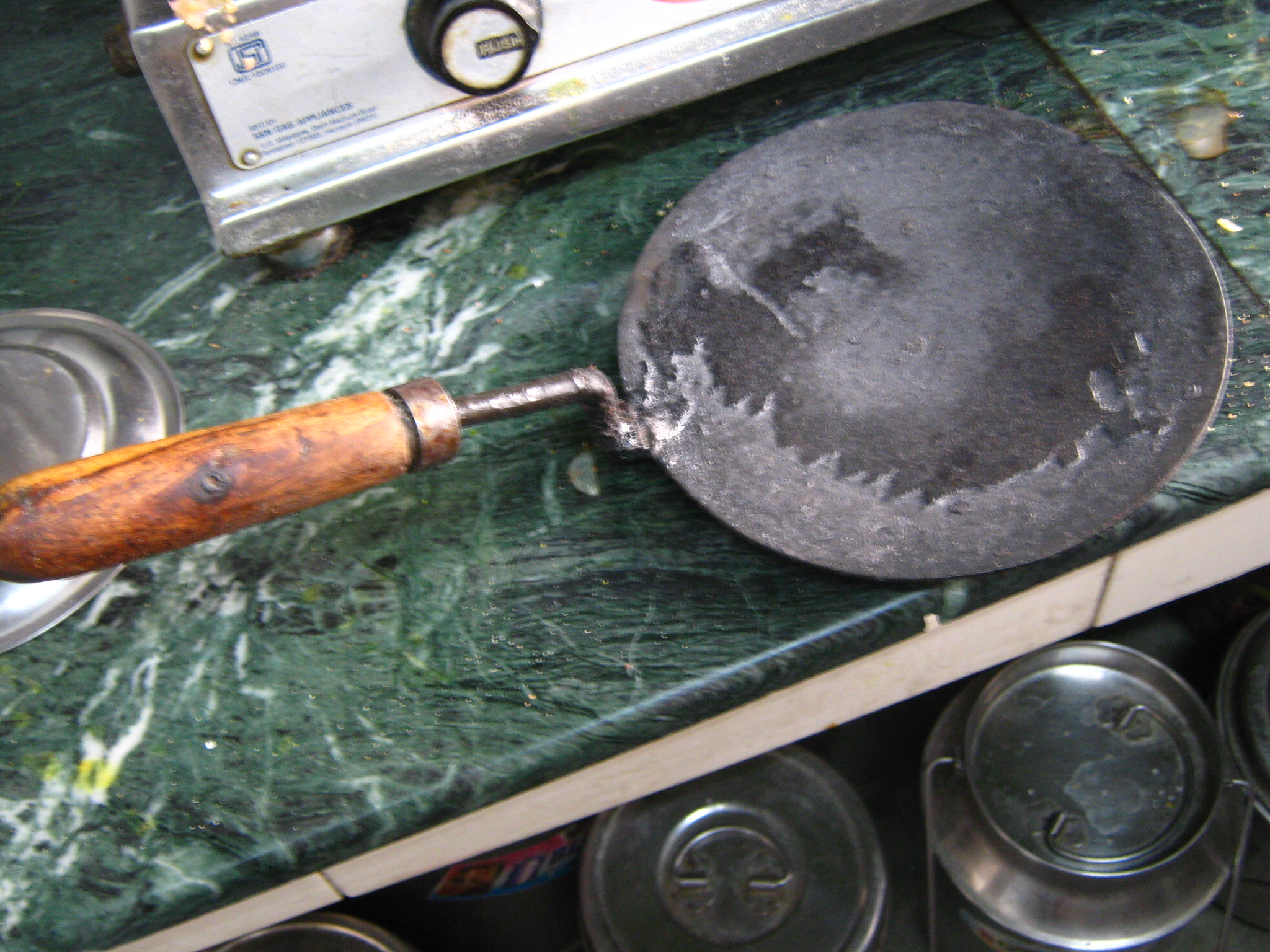
Pánev tava

## Etymologie
Slovo čapatí pochází z hindského slova čapat (चपत), což znamená plochý nebo plácnutí.

## Příprava
Základem těsta na čapatí je pšeničná jemně mletá celozrnná mouka zvaná „atta“, voda, rostlinný olej a obvykle také sůl. Těsto se hněte a do hladka zpracovává boucháním pěstí ve speciální míse zvané „parat“. Poté se peče na speciální kovové pánvi zvané „tava“.